# Прапор Сорокинського району
Прапор Сорокинського району — один з символів Сорокинського району.

## Опис
Прапор району являє собою прямокутне полотнище, що складається з двох смуг синього та зеленого кольорів. Співвідношення ширини до довжини прапора — 2:3. Зелена смуга становить 1/4 ширини прапора, синя — 3/4.
На синій смузі зліва, на відстані 1/6 довжини прапора, зображено бурову вежу з палаючим смолоскипом, що вказує на поклади газу та вугілля у районі.
Під вежею знаходяться два схрещені колоски пшениці, що символізує багатство краю хлібом.
Прапор району двосторонній.